# 烏拉伊 (俄羅斯)
60°08′N 64°48′E / 60.133°N 64.800°E
烏拉伊（俄语：Ура́й）是俄羅斯漢特-曼西自治區西部的一個城市，位於孔達河畔，距漢特-曼西斯克西南350公里。2002年人口38,872人。
1965年建市。